# We Care
We Care to debiutancki album szwedzkiej rockowej grupy Whale. Singlem promującym płytę był wydany w 1993 roku "Hobo Humpin' Slobo Babe"; teledysk do tego utworu (w reżyserii Marka Pellingtona) był często emitowany w MTV, co przysporzyło grupie popularności. Płytę wyprodukował Tricky, dodatkowo śpiewający lub recytujący tekst w trzech utworach: "That's Where It's At", "Young, Dumb N' Full of Cum" i "Tryzasnice". W tym ostatnim wykorzystano tekst z utworu "Abbaon Fat Tracks" z debiutu Tricky'ego, Maxinquaye.

## Spis utworów
1. "Kickin'" (Whale) – 3:47
2. "That's Where It's At" (Whale) – 4:15
3. "Pay for Me" (Whale) – 4:24
4. "Eurodog" (Whale) – 3:36
5. "I'll Do Ya" (Whale) – 8:26
6. "Electricity" (Christian Falk/P. Holmlund) – 4:13
7. "Hobo Humpin' Slobo Babe" (Whale) – 3:59
8. "Tryzasnice" (Tricky, Whale) – 4:45
9. "Happy in You" (Falk, Holmlund, Whale) – 4:58
10. "I Miss Me" (Falk, Neale, Whale) – 4:11
11. "Young, Dumb N' Full of Cum" – 5:13
12. "I'm Cold" (Whale) – 8:26
13. "Born to Raise Hell" (Whale) – 1:15

## Twórcy
- Cia Soro – wokal
- Henrik Schyffert – gitara
- Gordon Cyrus – bas.